# Timotheus Christian Wilhelm Overkamp
Timotheus Christian Wilhelm Overkamp, auch Overcamp (* 25. Januar 1743 in Greifswald; † 1. März 1828 ebenda) war ein deutscher Universalgelehrter, Historiker, Philosoph und Mediziner.

## Leben
Timotheus Christian Wilhelm Overkamp war der Sohn des Greifswalder Orientalisten Georg Wilhelm Overkamp und der Hedwig Ulrika Lütkemann, Tochter des Generalsuperintendenten für Schwedisch-Pommern Timotheus Lütkemann. Durch seinen Vater und den Adjunkt der philosophischen Fakultät, Jordan, in klassischen und vorderorientalischen Sprachen vorgebildet, begann er 1753 ein Studium an der Universität Greifswald. Bereits im folgenden Jahr verteidigte er erfolgreich eine philosophisch-exegetische Dissertation. Zu seinen Lehrern gehörten der Theologe und Philosoph Peter Ahlwardt, die Mathematiker Andreas Mayer und Lampert Hinrich Röhl, die Juristen Johann Carl Dähnert und Johann Brandanus Engelbrecht sowie die Mediziner Christian Stephan Scheffel und Andreas Westphal. Im dritten Studienjahr hielt er im Namen der Universität zu festlichen Anlässen mehrere Reden in lateinischer Sprache, die später gedruckt wurden. 1758 gestattete ihm die philosophische Fakultät, Vorlesungen über Philosophie, Mathematik und „classische Humanitätsstudien“ zu halten.
1763 erfolgten seine Promotion und Habilitation. Anschließend besuchte er die Universitäten Halle, Leipzig und Berlin, an denen er seine Studien auf unterschiedlichen Gebieten sowohl in Natur- als auch in Geisteswissenschaften fortsetzte. 1765 kehrte er nach Greifswald zurück und hielt als Dozent der philosophischen Fakultät Vorlesungen zu philosophischen, mathematischen und philologischen Themen. 1766 wurde er zum Doktor der Medizin promoviert und kündigte darauf medizinische Vorträge an. Zwei Jahre später habilitierte er sich an der medizinischen Fakultät.
1771 wurde er zum Adjunkt der philosophischen Fakultät berufen. 1806 wurde er ordentlicher Professor der theoretischen und praktischen Philosophie. In seinen philosophischen Schriften vertrat er die Traditionen der Aufklärungsphilosophie Christian Wolffs. Er trat für die Befreiung der philosophischen Ethik von dogmatischen theologischen Aussagen ein.